# Didaktika
Didaktika, (grško διδασκω /didáskō/ - učim, poučujem) je veda, ki obravnava vsebino, metode in organizacijo pouka v šolah.

## Razvoj besede
Beseda didaktika je na Slovenskem v uporabi od 19. stoletja. Tujka je prevzeta preko sodobnih evropskih jezikov; nem. Didaktik, fran. didactique, ang. didactis iz grške besede didaktiké, kar je v ženski obliki posamostaljen pridevnik didáktikós v pomenu besede dobro učeč, izpeljan iz glagola didáskō v pomenu učim, poučujem.

## Didaktiki v Sloveniji
- Antonio Sema
- Marija Menih